# Pierre Pigneau de Behaine
Pierre Joseph Georges Pigneau de Behaine, wiet. Bá Đa Lộc Bỉ Nhu (ur. 2 listopada 1741 w Origny-en-Thiérache (w departamencie Aisne), zm. 9 października 1799 w Wietnamie) – francuski duchowny katolicki, misjonarz i dyplomata.
Pigneau, najstarszy z dziewiętnaściorga dzieci skromnego mistrza garbarskiego, został księdzem wbrew woli ojca. W 1765, gdy miał 24 lata, Towarzystwo Misji Zagranicznych skierowało go do seminarium duchownego na wyspie Phú Quốc w Zatoce Syjamskiej (vis-à-vis zachodniego krańca delty Mekongu), gdzie - realizując testament Alexandre de Rhodesa - miał kształcić około czterdziestu Wietnamczyków, Chińczyków i Tajów.

## Misja
Skupisko bambusowych szałasów nie zapewniało nawet minimum komfortu i Pigneau od samego początku doświadczył wszystkich nieprzyjemności życia w tropikach. Temperatura i wilgotność powietrza stwarzały wrażenie stałego przebywania w łaźni parowej, a każdy kęs strawy czy łyk wody nosił w sobie ryzyko zapadnięcia na śmiertelną najczęściej, bo nieznaną, chorobę. Co więcej, nieobeznany z miejscowymi stosunkami młodzik rychło wplątał się w niebezpieczny konflikt.
Wkrótce po przybyciu udzielił schronienia pewnemu ściganemu syjamskiemu księciu, za którym - trop w trop - zjawili się siepacze. Zburzyli seminarium, a Pigneau’a zakuli w 40-kilowe dyby. Trawiony gorączką, niepewny jutra, coraz częściej przemyśliwał o śmierci. "Po tysiąckroć dziennie dziękowałem Panu" - pisał do swych rodziców - "że mogę cierpieć lub umrzeć dla Niego".
Nie umarł jednak. Uwolniony po kilku miesiącach, zabrał się z zapałem do odbudowy szkoły. Cóż, kiedy w niecały rok później nastąpił napad chińsko-kambodżańskich piratów, którzy szkołę doszczętnie zniszczyli i wymordowali większość seminarzystów. Pigneau wraz z kilkoma towarzyszami zdołał zbiec; zdobył gdzieś wątłą łódkę, w której pokonał Zatokę Syjamską, Ciśninę Malakka, Zatokę Bengalską i dotarł do Pondicherry, placówki francuskiej w Indiach. Podobnie wielkiego wyczynu miał dokonać nieco później kpt. William Bligh, dowódca osławionego okrętu HMS Bounty.
W roku 1770 papież Klemens XIV konsekrował Behaine’a na biskupa Adranu, starożytnego miasta na Bliskim Wschodzie, które w okresie wypraw krzyżowych wpadło w ręce muzułmanów. Godność była więc czysto tytularna, ale papież obawiał się nie bez racji, iż obsadzenie Behaine’a na rzeczywistej diecezji w Wietnamie zirytuje Portugalczyków, wciąż jeszcze roszczących pretensje do "wyłączności" w Azji.
W piętnaście lat później niezwykły zbieg okoliczności przeistoczył biskupa w polityka. W 1784 roku na wyspę Phú Quốc, trafia uciekający przed Tajsonami przyszły cesarz Wietnamu Nguyễn Ánh. Biskup Behaine przedstawia mu możliwość uzyskania francuskiej pomocy militarnej. Zdesperowany Ánh, przystaje na tę propozycję i razem organizują poselstwo do króla Francji.

## Polityk
De Behaine chętnie ruszył w drogę. Najpierw, w towarzystwie syna książęcego, przybył do Pondicherry, ale miejscowi notable uznali pomysł podboju Wietnamu w imię przyjaźni z Nguyễnami za “trudny, o ile nie beznadziejny” w realizacji. Nie pozostało nic innego, jak udać się do dalekiego Paryża i przedłożyć projekt królowi. W początkach roku 1787 - w towarzystwie 5-letniego księcia Nguyễn Phúc Cảnh, syna Nguyễn Ánha i roju egzotycznych sług - de Behaine zjawił się w Wersalu, gdzie wywołał prawdziwą sensację. Nie zyskał jednak zgody królewskiej.
Kraj stał na krawędzi bankructwa i wojny domowej. W tej sytuacji Ludwik XVI bez wahania odrzucił projekt kosztownej azjatyckiej ekspedycji. Kilka miesięcy trwało, nim Pigneau udało się przekonać królewskich doradców, że akcja może zapobiec zajęciu Wietnamu przez Anglików, co było oczywistą nieprawdą - przynajmniej w tamtym czasie. 28 listopada Pigneau i książę de Montmorin, minister spraw zagranicznych, podpisali kontrakt, w myśl którego Francja zgadzała się wspomóc Nguyễn Ánha 1650-osobowym oddziałem piechoty, bronią, amunicją i środkami przeprawowymi, Wietnam zaś zobowiązywał się odstąpić "port na wyspie Hội An" (Đà Nẵng), wyspę Poulo Condore (Côn Đảo) na morzu Południowochińskim oraz przywileje handlowe "z wyłącznością wobec innych państw europejskich". Traktat ten nigdy nie został zrealizowany. Ciekawe, że umowa nie wspomina jednym choćby słowem o sprawach wiary i szerzeniu religii katolickiej. Świadczy to o całkowitej przemianie Pigneau z biskupa w dyplomatę.

## Komisarz Królewski
Kolejnym krokiem zręcznego polityka było porzucenie niewygodnej roli rzecznika Nguyễnów. Pigneau stał się teraz francuskim Komisarzem Królewskim w Kochinchinie. Tymczasem Ludwik XVI, zawsze chwiejny i niezdecydowany, postanowił wykręcić się z azjatyckiej awantury. Porozumiał się sekretnie z gubernatorem Pondicherry, który miał - zgodnie z postanowieniami traktatu - wyposażyć Pigneau w statki i broń, przypomniał mu trudną sytuację Francji i nakazał całą mocą utrudniać poczynania kierownictwa ekspedycji. Urzędnik, który uważał się za skrzywdzonego osadzeniem w Pondicherry, z równą nienawiścią odnosił się do tropików, Azji i “wietnamskiego” biskupa. Postanowił więc zrobić wszystko, by sprawę pogrzebać.
Gubernator ów, Thomas Conway, Irlandczyk, po wielu latach służby w armii francuskiej udał się do Ameryki, gdzie dosłużył się stopnia generała - inspektora Armii Kontynentalnej. W roku 1777 wplątał się w spisek zawiązany przez garstkę niezadowolonych, którzy zamierzali obalić ponoszącego porażkę za porażką Waszyngtona i zastąpić go generałem Horatiem Gatesem (pod którego rozkazami służył m.in. Tadeusz Kościuszko). Zamach nie powiódł się, a markiz de la Fayette określił Conwaya mianem człowieka "ambitnego i chorobliwie niebezpiecznego". Jednakże dziwnym zbiegiem okoliczności Conway wrócił z Ameryki w aureoli bohatera Rewolucji. Jego generalski stopień został zweryfikowany i uznany, po czym... pozbyto się go zsyłając do Pondicherry. Prawdopodobnie dlatego, że wszystkim u dworu znana była jego chorobliwa niechęć do Azji i Azjatów.
Gdy Pigneau przybył do Pondicherry, dowiedział się ku swemu przerażeniu, że król raz jeszcze przemyślał i odrzucił projekt. Sprawa była niejasna, ba, podejrzana nawet. Conway nie umiał przedstawić biskupowi żadnego dokumentu, a osobistego listu królewskiego zwyczajnie nie mógł. Pigneau wysłał więc do Paryża list żądając wyjaśnień. Tymczasem przyszedł lipiec 1789 roku. Tłum zdobył i zburzył Bastylię, a słowo królewskie z dnia na dzień przestało mieć jakiekolwiek znaczenie.
"Jak rewolucja, to rewolucja. Sam poprowadzę ekspedycję!" - oświadczył Pigneau kupcom francuskim i przekonał ich, że winni kupić mu dwa statki, broń i amunicję. Tak się też stało. Pigneau zaciągnął około 400 dezerterów z armii francuskiej - niektórzy z nich oddali sprawie nieocenione usługi: Olivier de Puymanel, dwudziestolatek, wyszkolił 50-tysięczną armię tubylczą; Jean Baptiste de Chaigneau dowodził artylerią okrętową, a wkrótce stał się ważną osobistością na dworze Nguyễnów.
Z końcem stulecia nastąpił upadek taysonów. Despotyczni przedstawiciele nowej "rewolucyjnej" władzy w niczym nie ustępowali mandarynom, których przecież obalili. Opuszczeni przez większość społeczeństwa, bici przez oddziały Ánha i jego syna Cảnha (tego samego, który towarzyszył Pigneau w jego podróży do Wersalu) oddawali miasto za miastem, prowincję za prowincją. W roku 1799 resztki ich sił zostały otoczone pod Quy Nhơn i doszczętnie rozbite. Powstanie po dwudziestu siedmiu latach upadło dokładnie tam, gdzie wybuchło.

## Zwycięstwo i śmierć
W 1802 roku Nguyễn Ánh koronował się w Huế na cesarza i przybrał tytuł Gia Long. Dotychczasową nazwę kraju Đại Việt (Wielki Wietnam), postanowił zmienić na Nam Việt (Wietnam Południowy), ale zaprotestował cesarz Chin, Jiaqing (którego Gia Long był formalnym lennikiem), dopatrując się wielkomocarstwowych tendencji. Ostatecznie zgodzono się na nazwę Việt Nam, obowiązującą do dzisiaj. Dynastia Nguyễn przetrwała do 1955 roku, kiedy to ostatni cesarz Wietnamu Bảo Đại został zmuszony do abdykacji.
Pigneau nie dożył ostatecznie sukcesu swego protegowanego. Zmarł na dyzenterię w obozie księcia Cảnha tuż przed ostatecznym szturmem Quy Nhơn. Miał wówczas 57 lat. Żaden cudzoziemiec - ani przedtem, ani potem - nie został tak uhonorowany przez Wietnamczyków. Jego pogrzeb, ze względu na swój splendor, przeszedł do historii: astrolog wybrał najwłaściwszy moment pochówku, tekową trumnę z zabalsamowanym ciałem poprzedzało w procesji 12 tysięcy żołnierzy i setki słoni, za trumną zaś podążało 40 tysięcy żałobników, wśród nich Nguyễn Ánh w pozłocistym palankinie. Ciało biskupa-dyplomaty spoczęło w bambusowym gaju na przedmieściach Sajgonu. Ani grób, ani wzniesiony nad nim pomnik nie zachowały się, niestety, do naszych czasów.